# Casa al carrer d'era Palha, 1
La Casa al carrer d'era Palha, 1 era una obra de Vielha e Mijaran (Vall d'Aran) inclosa a l'Inventari del Patrimoni Arquitectònic de Catalunya.

## Descripció
Era una casa de tipologia tradicional aranesa, amb façana en un mur lateral, orientada al nord. El portal, amb arc rebaixat dovellat per dovelles de gran mida, estava decorat amb una motllura. A les dovelles centrals apareixien en alt relleu la data 1601 i a banda i banda una inscripció. Al costat dret semblava que posava IMMA i a l'esquerra SOLE. Semblaven ser posteriors.